# Província de Hannover

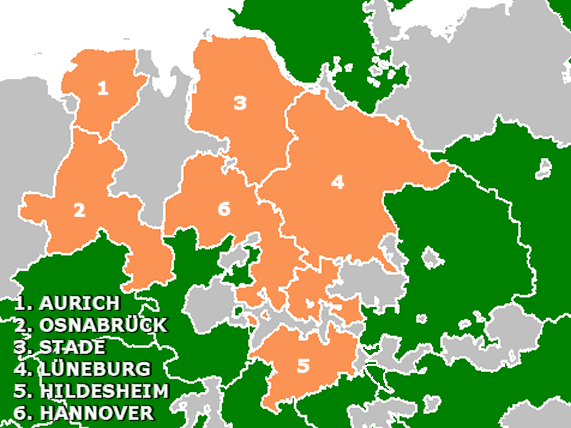
Regierungsbezirke de la Província de Hannover

La Província de Hannover (en alemany Provinz Hannover) va ser una província del Regne de Prússia i de l'Estat Lliure de Prússia des del 1868 fins al 1946.

## Història
Durant la Guerra Austroprussiana, el Regne de Hannover havia intentat mantenir una posició neutral, juntament amb altres estats membres de la Confederació Germànica. Després que Hannover votés a favor de mobilitzar tropes de Confederació contra Prússia el 14 de juny de 1866, Prússia va veure això com una causa justa per declarar la guerra. Després de la guerra i la victòria prussiana, el Regne d'Hannover aviat va ser dissolt i annexionat a Prússia. La riquesa privada de la destronada Casa de Hannover va ser utilitzada per Otto von Bismarck per finançar els seus continus esforços contra Lluís II de Baviera.
Després de la Segona Guerra Mundial, al 1946, l'administració militar britànica va intentar recrear l'Estat de Hannover a partir de l'antic Regne de Hannover. Però aviat, a instàncies alemanyes, es va fusionar al nou Bundesland de la Baixa Saxònia, juntament amb els estats d'Oldenburg, Brunsvic i Schaumburg-Lippe, amb la ciutat de Hannover com a capital d'aquest nou estat.